# Dymer
Dymer  (en ukrainien : Димер, en russe : Ды́мер) est une commune urbaine du raïon de Vychhorod, dans l'oblast de Kiev en Ukraine. Elle compte 5 624 habitants en 2021.

## Histoire
Dymer a été fondée en 1582 et comptait une population de 5 817 habitants en 2001.
Après de multiples combats (préparatoires à la bataille de Kiev), la ville est prise par les forces russes lors de l'invasion de l'Ukraine par la Russie en 2022.
Le 1er avril 2022, les forces ukrainiennes reprennent le contrôle de Dymer, à la suite du retrait des troupes russes au nord de Kiev.